# Closteropus argentatus
Closteropus argentatus är en skalbaggsart som beskrevs av Bates 1879. Closteropus argentatus ingår i släktet Closteropus och familjen långhorningar.
Artens utbredningsområde är Venezuela. Inga underarter finns listade i Catalogue of Life.